# Haraldsgave
Haraldsgave (også kendt som "Haga"[kilde mangler]) er et tidligere landsted, Skovalléen 30-32 i Bagsværd bygget 1915-1918. Bygherre var Harald Plum, som senere var involveret i Landmandsbankens kollaps via sit selskab Transatlantisk Kompagni. Han planlagde byggeriet som en gave til sin bror, ingeniøren Niels Munk Plum, men processen omkring huset kom til at forløbe noget anderledes. Arkitekt var Aage Lønborg-Jensen, der var knyttet til Plum-familien, og som i øvrigt døde her i 1938.
Parken blev indrettet af den internationalt berømte landskabsarkitekt Gudmund Nyeland Brandt.

## Historie
Grundstenen til Haraldsgave blev lagt i 1915 af Niels Munk Plum og hustruen Hanne. I juni 1915 erhvervede Niels Munk Plum en parcel af Aldershvile Slotspark, hvor selve hovedbygningen Haraldsgave kom til at ligge. Plum købte endnu nogle grunde i 1916 og 1917, og i alt kom ingeniøren til at eje omkring 10 tdr land, som oprindelig havde indgået i Aldershvile Slotspark og Højgård.
Haraldsgave stod færdigt i 1918. Men storebror Harald havde jo lovet at forære ejendommen til lillebror, og dette blev udført via en legatstiftelse, kaldet Harald Plums Legatstiftelse. Denne legatstiftelse ejede i forvejen øen Thorø ved Assens, og nu købte den tillige Haraldsgave af Niels Munk Plum i 1921 formedelst 385.000 kr. I legatstiftelsens fundats fra 1921 stod følgende om Haraldsgave: "Beboelsesret har til enhver Tid kun eet Medlem af Slægten Plum. Første Indehaver af Retten er Ejendommens ovennævnte Sælger, Ingeniør N. M. Plum".
I den endelige fundats fra 1926 stod der om stiftelsens formål i § 2: "Stiftelsens Formaal er et dobbelt, dels at bevare den Slægtsskabsfølelse og styrke det Sammenhold, der i Tidens løb har givet sig Udtryk indenfor Slægten Plum, dels at yde Hjælp og Bistand til Slægtens enkelte Medlemmer og eventuelt tillige andre".
Harald Plums selvmord og konkurs 1929 bevirkede imidlertid, at også legatstiftelsen i hans navn gik konkurs. Derfor fik Niels Munk Plum året efter skøde på Haraldsgave, og denne gang var der tale om en reel gave, for han fik ejendommen kvit og frit af konkursboet – dog mod at overtage, hvad der stadig resterede af gæld tinglyst på ejendommen. Ejendommen var på det tidspunkt vurderet til 175.000 kr.
Da Niels Munk Plum havde fået ejendomsretten til sit hus tilbage, solgte han en del af grunden fra. Selve Haraldsgave lod ægteparret indrette til et eksklusivt pensionat og rekreationshjem, hvor bl.a. Niels Bohr var at finde blandt stamgæsterne.
I 1949, efter Plums død i 1942, blev bygningerne solgt til Bagsværd Kostskole.